# Helmut Demary
Helmut Demary (* 15. Juni 1929 in Düren; † 8. November 2012 in Haan) war ein deutscher Grafiker  und Designer sowie Maler.
Demary beteiligte sich ab 1949 an regionalen und überregionalen Ausstellungen. Er lehrte an verschiedenen Kunstschulen. Im Jahre 1950 bekam er Kontakt zum Dürener Fabrikantenehepaar Peill. Für deren Glashütte Peill & Putzler schuf er das Unternehmenslogo. Außerdem war er für die Unternehmen Dynamit Nobel, Troisdorf, und Grünenthal in Stolberg tätig. Später betrieb er ein eigenes Atelier Tre-Grafik und Design in Haan.

## Werke
- Dokumentation eines Zeichners in der Gegenüberstellung der Arbeitsjahre um 1949 und um 1984. Eine Auswahl. Vorwort von HP Schall. Edition Tolbiac, Düren 1984, ISBN 3-923399-08-1.
- Stefan Demary und Helmut Demary. Ausstellung 19. Juni – 16. Juli 1995. Ausstellung und Katalog. Bonner Kunstverein, Bonn 1995, OCLC 148119187.